# George Hees
George Harris Hees, né le 17 juin 1910 à Toronto en Ontario et décédé le 11 juin 1996, était un homme politique canadien.

## Biographie
George Harris Hees est né le 17 juin 1910 à Toronto en Ontario. Il a étudié à la Trinity College School, au Collège militaire royal du Canada, à l'Université de Toronto et à l'université de Cambridge. Après avoir étudié au Collège militaire royal du Canada, il a continué de servir avec The Royal Grenadiers, un régiment de la Milice canadienne basé à Toronto, pendant quatre ans.
Il était un athlète et a notamment gagner des championnats de boxe et de crosse à Cambridge. Il a été joueur professionnel de football avec les Argonauts de Toronto avec laquelle il a remporté la coupe Grey en 1938.
Durant la Seconde Guerre mondiale, il a servi avec l'Armée canadienne dans le Nord-Ouest de l'Europe. Lors de la bataille de l'Escaut, il était le brigade major (en) de la 5e Brigade d'infanterie canadienne. Le 1er novembre 1944, il s'est porté volontaire pour prendre le commandement d'une compagnie des Calgary Highlanders après que tous leurs officiers furent tués ou blessés lors de la bataille de la chaussée de Walcheren. Plus tard, il a été blessé par un sniper et a été rapatrié au Canada.

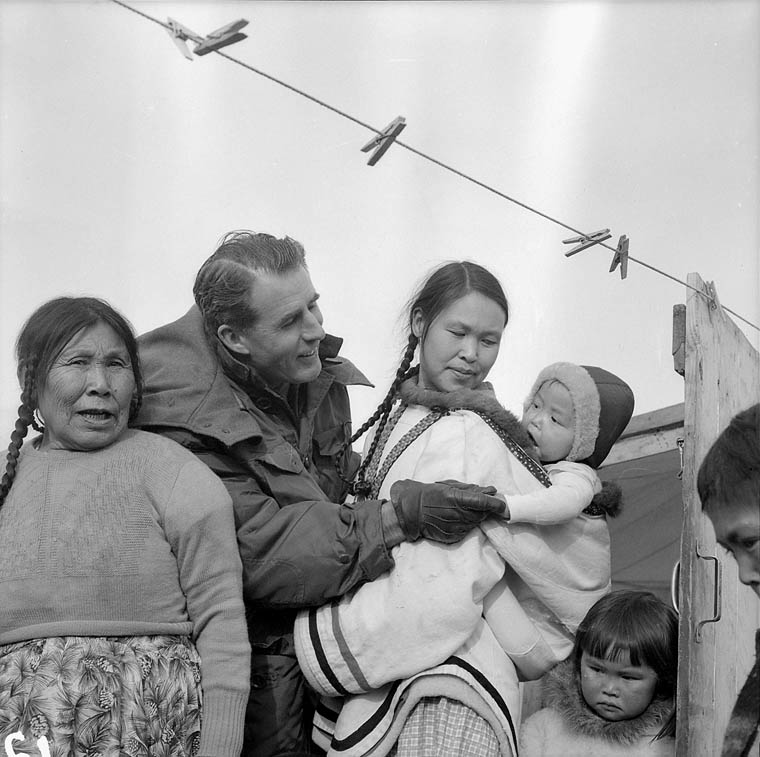
George Hees visitant Frobisher Bay dans les Territoires du Nord-Ouest en 1958.

Lors des élections fédérales canadiennes de 1945, il a terminé second dans la circonscription de Spadina à Toronto. Lors d'une élection partielle en 1950, il a été élu à la Chambre des communes du Canada pour représenter la circonscription de Broadview. De 1953 à 1956, il était le président du Parti progressiste-conservateur du Canada.
Avec l'élection du gouvernement de John Diefenbaker en 1957, George Hees a été nommé ministre des Transports, poste qu'il occupait lors de l'ouverture de la voie maritime du Saint-Laurent et du nouvel aéroport international Stanfield d'Halifax. En 1960, il a été nommé ministre du Commerce international. Il ne se présenta pas aux élections fédérales canadiennes de 1963. À la suite de cela, il a été président de la Bourse de Montréal.
Il a été de nouveau élu à la Chambre des communes lors des élections fédérales canadiennes de 1965 pour représenter la circonscription de Northumberland.
Le 3 décembre 1975 il est le seul député de l'opposition à voter en faveur de la Loi anti-inflation présentée par le Parti libéral.
En 1984, il a été nommé ministre des Anciens combattants sous le gouvernement de Brian Mulroney. Il prit sa retraite de la politique en 1988.
En 1989, il a été fait officier de l'ordre du Canada.

## Héritage
Une aile pour vétérans du Sunnybrook Health Sciences Centre (en) de Toronto porte son nom.